# Agua de Cerro
Agua de Cerro är en ort i Mexiko.   Den ligger i kommunen Huautla de Jiménez och delstaten Oaxaca, i den sydöstra delen av landet, 280 km sydost om huvudstaden Mexico City. Agua de Cerro ligger 1 982 meter över havet och antalet invånare är 300.
Terrängen runt Agua de Cerro är kuperad åt sydväst, men åt nordost är den bergig. Agua de Cerro ligger uppe på en höjd. Runt Agua de Cerro är det ganska tätbefolkat, med 120 invånare per kvadratkilometer. Närmaste större samhälle är Huautla de Jiménez, 6,3 km sydväst om Agua de Cerro. I omgivningarna runt Agua de Cerro växer i huvudsak städsegrön lövskog.